# STS-90
STS-90は、スペースシャトル・コロンビアによって行われた、1998年のスペースシャトル計画のミッションである。16日間のミッションで、1983年のSTS-9により初飛行した欧州宇宙機関のスペースラブの最後の飛行となった。また、コロンビアが昼間に着陸した最後のミッションとなった。

## 乗組員
- 船長 - リチャード・シーアフォス（英語版）（3度目）
- 操縦手 - スコット・アルトマン（初）
- ミッションスペシャリスト1 - ダフィッド・ウィリアムズ（英語版）（CSA、初）
- ミッションスペシャリスト2 - キャサリン・P・ハイヤー（初）
- ミッションスペシャリスト3 - リチャード・リネハン（英語版）（2度目）
- ペイロードスペシャリスト1 - ジェイ・バッキー（唯一）
- ペイロードスペシャリスト2 - ジェームズ・パウェルチェイク（唯一）

### バックアップ
- ペイロードスペシャリスト1 - アレクサンダー・ダンラップ（初）
- ペイロードスペシャリスト2 - 向井千秋（JAXA、2度目）

## ミッションハイライト
Neurolabは、微小重力が神経系に及ぼす影響に焦点を当てたスペースラブのミッションである。Neurolabの目標は、宇宙での神経や行動の変化のメカニズムに関する理解を深めることである。特に、前庭系の適応や宇宙酔い、中枢神経系の適応、無重力下で位置を知覚する能力を制御する経路、発達中の神経系に対する微小重力の影響等に関する実験が行われた。アメリカ航空宇宙局の科学者マリー・アン・フレイが率いた。
このミッションは、6つの宇宙機関と7つのアメリカ合衆国内の研究機関の共同事業として行われ、9か国から参加した研究者のチームが31の微小重力実験を行った。ミッションに参加した他の機関には、アメリカ国立衛生研究所の6つの研究所、アメリカ国立科学財団、アメリカ海軍研究局のほか、カナダ、フランス、ドイツ、日本の宇宙機関、また欧州宇宙機関が参加した。
Neurolabの26の実験は、人体で最も複雑で最も理解が進んでいない部分である神経系をターゲットとしたものである。主な目的は、神経系が宇宙でどのように発達し、機能するかの理解を促進することで、ラット、マウス、コオロギ、ナメクジ、2種類の魚、そして乗組員自身を被検体として試験が行われた。カナダ宇宙庁、フランス国立宇宙研究センター、ドイツ航空宇宙センター、日本の宇宙開発事業団がNASAに協力した。大部分の実験は、ペイロードベイ内のスペースラブで行われた。これは、スペースラブの16回目で最後の宇宙飛行となったが、パレットは国際宇宙ステーションでも使われ続けた。
生まれたばかりのラットの予想外に高い死亡率のため、実験の優先順位変更せざるを得なかったMammalian Development Teamを除き、研究は予定通りに行われた。
他のペイロードには、Shuttle Vibration Forces experiment、 Bioreactor Demonstration System-04、そして3つのGet-Away Special (GAS) canister investigationがあった。
STS-90は、上昇中にスペースシャトル軌道制御システムが用いられた初めてのミッションとなった。
7人の乗組員のうち3人（ウィリアムズ、パウェルチェイク、バッキー）は、カナダのテレビ番組Popular Mechanics for Kidsに出演した。飛行中の1週間に、軌道上の乗組員は地上のエンジニアと協力して、ミッション短縮の脅威となっていた再生式二酸化炭素除去システムのバルブをアルミニウムテープを使ってバイパスした。
ミッションマネージメントチームは、1日間のミッション延長を検討したが、科学界が延長は必要ないと示したこと、また着陸を予定していた5月3日以降は気象条件の悪化が予測されたことから、そうしないことを決定した。
ミッションスペシャリストのキャサリン・P・ハイヤーは、ケネディ宇宙センターの職員として、初めて宇宙飛行士候補に選ばれた
また、STS-90は、固体ロケットブースターにコウモリが張り付いたまま飛行した、知られている限り初めてのスペースシャトルのミッションとなった。STS-119でも、似た運命をたどるコウモリが現れた。